# 列車組員
列車組員，也称为乘组，是指於鐵路列車上工作，以運轉列車及提供旅客服務為常態工作之鐵路機構工作人員，包括列車駕駛（或火車司機）、列車長及服勤員。至於一般為了檢查或定期監測目的而不定期派遣上車的列車隨車檢修技師（英語：Train Rider）並不包括在內。